# 腰鏈

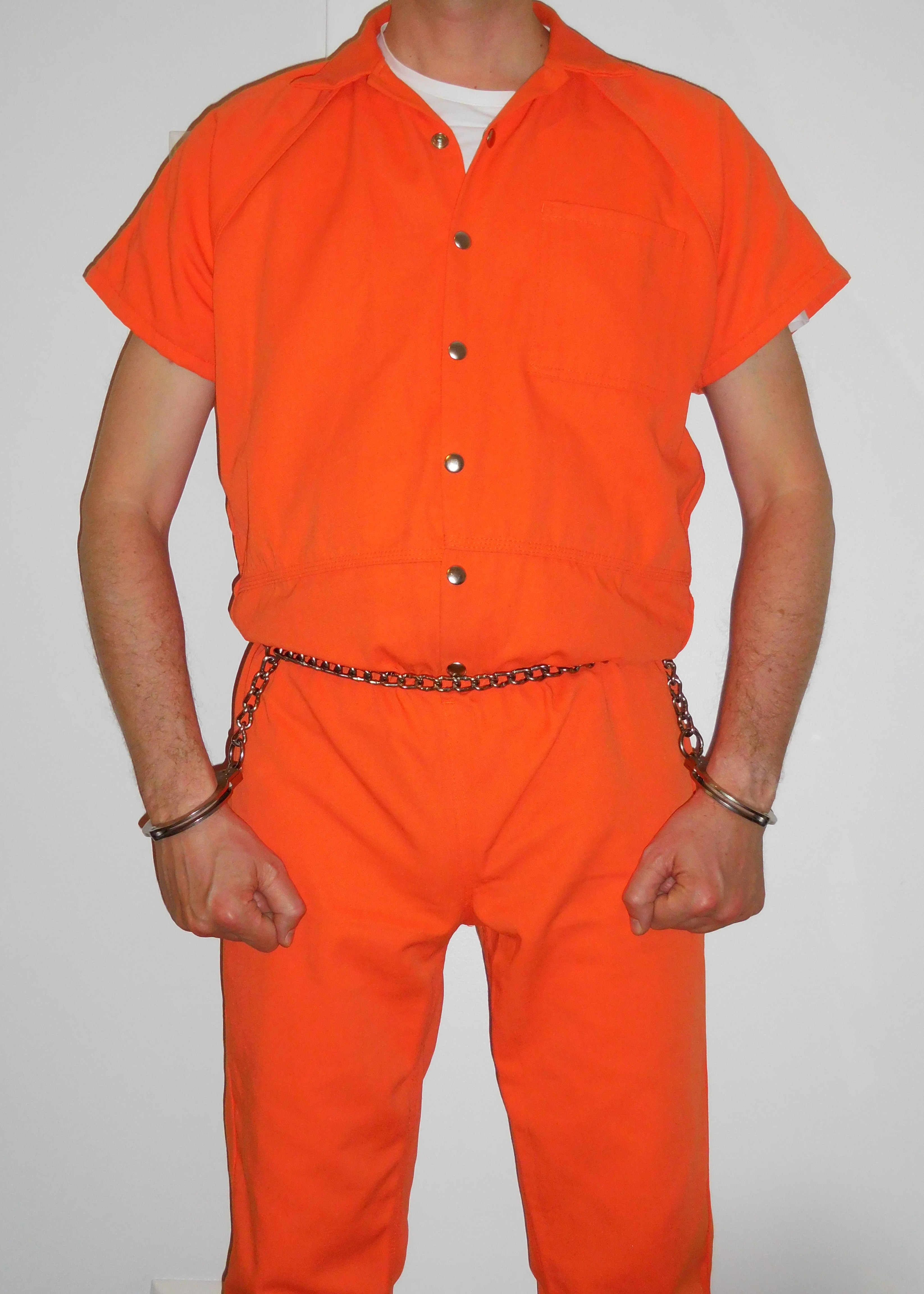

腰鏈（英語：Waist chain）是囚犯佩戴的一種身體約束裝置，由一條繞在腰部的鍊子組成，囚犯的手可以被鎖住或銬在上面，有時也通過更長的鏈條連接腳鐐。
這種約束通常用於法庭、運送囚犯或其他公共場合，作為防止逃跑的保障。當被拘留者要受到較長時間的約束時，例如在運輸過程中或在法庭聽證會上，它們首先被使用。使用腰鍊是因為當他們的手被銬在身體前面時，被拘留者仍然有相對較大的行動自由。作為替代方案，可以將雙手銬在被拘留者的背後，但如果長時間這樣戴上手銬，很快就會造成不適甚至疼痛。因此，作為將被拘留者的手銬在背後的一種更溫和但幾乎同樣安全的替代方法，雙手被銬在腹部鍊子上，從而被銬在被拘留者的腰部。有時會使用皮革或尼龍腰帶代替鐵鏈。這些束縛帶的正面有一個金屬環，手銬通過它固定住，然後戴在被拘留者的手腕上。然後將腰帶系在被拘留者的腰部並用帶扣固定；有些型號還可以用掛鎖鎖定。